# Glasnost (Musical)
Glasnost ist ein Musical von Fritz Metz (Musik), Werner Wiegand (Text und Drehbuch) und Hans Todt (Regie) in vier Akten.
Es erzählt die Hoffnungen und Sehnsüchte von Exilrussen in Deutschland etwa 1985, als Michail Gorbatschow als Generalsekretär der KPdSU an die Macht kam. Die Begriffe Glasnost und Perestroika standen damals für den Aufbruch in ein neues Zeitalter und weckten Hoffnung auf ein besseres Leben.
Eingewoben ist ein Generationenkonflikt: die Kinder bzw. Enkel der Protagonisten sind um die 20 Jahre alt und hängen mehr sozialistischem Gedankengut an, was die Eltern resp. Großeltern angesichts durchlittener Erfahrungen besonders verbittert.
Die guten Nachrichten aus Russland führen zu einem Stimmungsaufschwung, der Wunsch nach Rückkehr wird wach. Die entstehende Aufbruchsstimmung wird jäh durch Berichte über Unruhen in der alten Heimat beendet. Die Hoffnungen auf einen dauerhaften Frieden haben sich nicht erfüllt.
Das Musical wurde ab 1995 überwiegend mit Laiendarstellern vor über 12.000 Zuschauern in Weinheim und in Moskau aufgeführt.

## Handlung

### Erster Akt
Der Exilungar und Kneipenwirt Ferenc und seine Tochter Ilona finden früh morgens einen ihrer Stammgäste, den russischen Emigranten Iwan, schlafend in der Kneipe vor. Ferenc geht auf den Markt zum Einkaufen und Ilona, die aufräumen will, weckt Iwan auf. Iwan erzählt ihr von seinem Traum, dem Traum vom Frieden. Ferenc, der inzwischen zurückgekommen ist, wünscht Iwan, dass sein Traum bald in Erfüllung gehen möge und er mit seinen Freunden in seine Heimat zurückkehren kann. Doch Ilona widerspricht und meint, so lange die Kapitalisten am Ruder seien, könne es keinen wahren Frieden geben.
Plötzlich dringt Lärm in die Kneipe, der immer lauter wird. Ein weiterer Stammgast, Fedja, ehemaliger Wolgaschiffer und ebenfalls Emigrant, stürmt aufgeregt in die Kneipe und berichtet von einer Gruppe junger Leute, „linken Chaoten“, die demonstrieren und dabei auch vor Gewalt und Zerstörung nicht haltmachen. Fedjas Enkel Gregor, der sich der Gruppe angeschlossen hat, kommt hinzu, um Ilona abzuholen, die sich ebenfalls zur Szene bekennt.
Ferenc versucht Fedja, der über die Aktivitäten seines Enkels empört ist, zu beschwichtigen, indem er meint, dass man die jungen Leute nicht ernst nehmen dürfe, in ein paar Jahren, wenn sie von ihrem selbst verdienten Geld leben müssten, seien es alle brave Bürger. Fedja zeigt sich nachdenklich, als Ferenc von der heilen Welt singt und den schönen Stunden, die es zu zählen gilt.
Ilona und Gregor bewaffnen sich mit Maske und Schlagstock, um sich den linken Chaoten anzuschließen, bleiben jedoch im Raum, als Iwan beginnt, von den guten alten Zeiten zu erzählen und von seinem Freund aus seiner Kindheit, dem Harlekin. Der Harlekin erscheint und erzählt seinerseits Zirkusgeschichten, unterstützt von einer Gruppe von Kindern, die mit ihm singen und tanzen.

### Zweiter Akt
Iwan erwacht am Tisch in der Kneipe. Es stellt sich heraus, dass er vom Harlekin, von den Kindern und der Heimat nur geträumt hat. Auf einmal stürmen fünf junge Leute in die Kneipe, um Ilona und Gregor abzuholen. Zwischen Iwan und Olli, einem der Chaoten, kommt es zum Streit, als Iwan sich über die jungen Leute lustig macht. Kurz bevor es zu Handgreiflichkeiten kommt, geht Ilona dazwischen, aber die Atmosphäre bleibt sehr angespannt. Die Chaoten meinen, dass man den Kapitalisten eine Lektion erteilen müsse, dass die Zeit des kleinen Mannes kommen werde und dass man den Bullen auf die Nase hauen müsse. Nach dem Lied „Bulle, Bulle“ verlassen die Chaoten mit Ilona die Kneipe, Gregor, obwohl in Ilona verliebt, bleibt zögernd und nachdenklich zurück und bringt seine Zweifel in dem Lied „Zwei Herzen“ zum Ausdruck.
Inzwischen haben sich die Gemüter beruhigt und Fedja erinnert sich an seine Heimat und singt von seiner Jugendzeit, als er die Nächte am Ufer der Wolga mit den dort rastenden Kosaken verbracht hat. In einem zweiten Lied verleiht er seiner Sehnsucht nach seinem geliebten Fluss, der Wolga, Ausdruck.

### Dritter Akt
Ferenc lauscht auf einem alten Grammophon einem Csárdás, als Iwan und Fedja hinzu kommen, die sich die Demonstration der linken Chaoten aus der Ferne angesehen haben. Iwan befürchtet noch viel Ärger durch die jungen Leute, aber Ferenc will nichts davon hören, sondern lieber von seiner Heimat, dem alten Szegedin, erzählen. Während er das Lied „Szegediner Nächte“ singt, kommen eine Zigeunerkapelle sowie eine Gruppe festlich gekleideter junger Frauen hinzu, die einen Csárdás tanzen.
Aber auch das war nur ein Traum, aus dem Ferenc, mit Fedja und Iwan am Tisch sitzend, erwacht.
Plötzlich stürzt Ilona, zusammen mit ihren maskierten Freunden, in die Kneipe. Die jungen Leute verstecken sich sogleich, da sie von Polizisten verfolgt werden. Die Polizisten wollen wissen, wo Ilona und ihre Freunde sind, fragen mit Nachdruck nach und bedrohen die drei Alten, aber Ferenc, Fedja und Iwan verraten die jungen Leute nicht. Die Polizisten ziehen ab und die Chaoten erscheinen wieder. Wieder kommt es zu einer Auseinandersetzung, als Fedja sagt, dass sie die Chaoten nur Ferenc zuliebe nicht verraten hätten und dass die Polizisten ihnen (den Chaoten) gerne die Köpfe einschlagen könnten, worauf Olli Fedja „altes Kapitalistenschwein“ nennt. Iwan mischt sich ein und sagt, sie seien brave und ehrenwerte Bürger, worauf einer der Chaoten bezweifelt, dass Iwan den Unterschied zwischen einem Kapitalisten und einem Schwein kenne. Ilona entgegnet daraufhin, dass es überhaupt keinen Unterschied gebe, worauf Dirk, einer ihrer Freunde, sagt, es gebe doch einen. Im folgenden Lied besingen die Chaoten die Kapitalisten und die Schweine, die beide Mist machen und sich nur durch die Anzahl ihrer Beine unterscheiden würden.
Diesem Vergleich widerspricht Fedja und verweist eindringlich auf Solschenizyns Werk „Der Archipel Gulag“, wo Andersdenkende verbannt und zur Zwangsarbeit verurteilt werden.
Das von ihm in großer Aufregung vorgetragene Lied „Häscher und Denunzianten“ leitet in eine Szene über, in der Strafgefangene in einem russischen Arbeitslager Steine schlagen und wegtragen. Während sie immer wieder die gleichen Sätze über die schwere Arbeit und ihr elendes Dasein – dabei immer lauter werdend – vor sich hinsprechen, werden sie von Aufsehern bewacht, die die Gefangenen beschimpfen und schließlich einige von ihnen erschießen.
Nach dieser schockierenden Darstellung kehren Ferenc, Iwan, Ilona und ihre Freunde verstört und wie aus einem schlechten Traum erwachend in die Wirklichkeit zurück. Die Chaoten verlassen nachdenklich geworden die Kneipe, nur Ilona bleibt mit Gregor, Ferenc, Iwan und Fedja zurück.
Ilona bittet Gregor um Verzeihung, so habe sie sich das nicht vorgestellt. Mit dem Lied „Es ist ja noch nicht zu spät“ bedauern die beiden, sich mit den falschen Freunden umgeben zu haben. Sie sind froh, dass das Schicksal sie auf den richtigen Weg zurückgebracht und beide in Liebe zusammengeführt hat.

### Vierter Akt
Fedja, Iwan und Ferenc freuen sich über das Glück der beiden, dabei denkt Iwan wehmütig an seine Familie in der Heimat. Mit dem Lied „Russland“ bringt er seine Traurigkeit über den Zustand seines Landes zum Ausdruck. Durch einen Anruf erfährt Iwan von seinem Freund Igor von gravierenden Veränderungen in seinem Heimatland. Ein neuer Generalsekretär sei an die Macht gekommen und er habe allen Menschen Glasnost und Perestroika versprochen. Igor und weitere Freunde, allesamt Exilrussen, stürmen freudestrahlend und glücklich in die Kneipe, nur Fedja bleibt trotz der guten Nachrichten über Russland skeptisch. Er glaubt nicht, dass sich die Dinge dort zum Besseren wenden werden. Die Freunde sind anderer Meinung, berichten ihm von den positiven Entwicklungen, so dass sich letztlich auch Fedja umstimmen lässt. Alle sind außer sich vor Freude und malen sich die Rückkehr in die Heimat in den wärmsten Tönen aus. In die spontane Feier platzen jäh Nachrichten von Unruhen und Gewaltausbrüchen in Russland. Iwan, erschüttert und gebrochen, sieht seinen Traum vom Frieden und guten Leben in der Heimat in die ferne Zukunft entschwinden.

## Projektgeschichte

### Entstehung
Werner Wiegand, Bauträger aus Weinheim, war Mitte der 1970er Jahre als Tourist durch die Sowjetunion gereist. Die Veränderungen, die Michail Gorbatschow angestoßen hatte, stießen bei ihm auf großes Interesse und inspirierten ihn, mehrere Liedtexte zum Thema Russland zu schreiben. Fritz Metz, Musiker und Musikhändler aus Weinheim, der seit der Jugend auch komponierte, schrieb schon seit 1985 gemeinsam Lieder mit Werner Wiegand.
1994 gab es vom Kultusministerium Baden-Württemberg die Pilotprojekte „Schulmusik an Samstagen“. Als ein Projekt ausfiel, wurde Volker Schneider (Chorleiter und Rektor verschiedener Schulen) angesprochen, ob er eventuell Ersatz habe.
Volker Schneider nahm daraufhin Kontakt zu Werner Wiegand und Fritz Metz auf.
Werner Wiegand und Fritz Metz hatten zu diesem Zeitpunkt einzelne Lieder und eine Idee, aber noch kein fertiges Musical. Volker Schneider erhielt mehrere Vorschläge: „Glasnost“, „Weltreise“, „Geliebtes Weinheim“, „Weinheimer Kultursommer“. Er entschied sich für das Musical Glasnost, es sollte im Rahmen der Kooperation „Schule – Verein“ mit Chören und Schülern auf die Bühne gebracht werden. Es bedurfte noch viel Überzeugungsarbeit von Volker Schneider, vor allem an den Schulen, um Vorbehalte gegen das Projekt abzubauen.

### Produktion
Von Beginn der Proben am 8. Februar 1995 bis zur Generalprobe am 16. Juni 1995 fanden unter der Regie von Hans Todt 38 Proben statt, überwiegend in einem nicht mehr genutzten und mittlerweile abgerissenen Fabrikgebäude der Firma Freudenberg in Weinheim. Alle Proben wurden von Fritz Metz musikalisch begleitet, mit den Solisten fanden auch Einzelproben im Wohnzimmer des Komponisten statt. Ensemble und Orchester hatten nur drei gemeinsame Proben.
Musiker:
- Marianne Freiburg (Mezzosopran): war 1990 Preisträgerin bei „Jugend musiziert“, ist  ausgebildete  Opernsängerin
- Helmut Schmiedel (Bariton):  ist ausgebildeter  Konzert- und Opernsänger.
- Rolf Krämer (Bass): war schon vor Glasnost in der Region bei mehreren Gesangvereinen als Solist tätig.
- Martin Grieb (Bariton): war schon vor Glasnost bei mehreren Weinheimer Gesangsvereinen als Bariton-Solist aktiv.
- Ulrich Maus (Bass):  sang schon vor Glasnost beim MGV Liederkranz Altenbach und den Weinheimer Blütensängern
- Oxana Schmiedel: ist ausgebildete Konzertpianistin

Orchester der Musikschule Badische Bergstraße (Dirigent Hansjörg Korward)
1. Weinheimer Mandolinenorchester
Theatergruppe des MGV Sängerbund 1873 e.V. Großsachsen
Schulchor der Grundschule Rippenweier
Sänger der Vereine MGV 1850 Hohensachsen und MGV 1955 Weinheim
Jugendchor „Young Rhythm Singers“ des Sängerkreises Weinheim
Projektleitung: Volker Schneider und Philipp Otto
Regie: Hans Todt
Choreographie: Iris Ohrband und die Tänzerinnen des Ballettstudios Ohrband, Weinheim.
Bühnenbild: Für die Erstellung der Bühnenbilder wurde eigens von Dieter Korsch ein Volkshochschulkurs eingerichtet, die Bühnenbilder wurden von den Teilnehmern in einer stillgelegten Tabakfabrik in Großsachsen gefertigt.
Requisiten: Margarete Schneider. Die meisten Requisiten wurden in Projekten im Jugendzentrum, der „Schülerhilfe Weinheim“ und verschiedener Schulen Weinheims gefertigt.
Kostüme: Renate Scheffer
Maske: Günther Fath
Inspizient: Joachim Goedelmann
Souffleur: Uli Schilling
Insgesamt hatte das Musical 200 Mitwirkende im Alter von 5 bis 70 Jahren.
Die Öffentlichkeitsarbeit wurde vom Herausgeber und Verleger der „Weinheimer Nachrichten“ Heiner Diesbach und seiner Frau Inge Diesbach tatkräftig unterstützt, sie stellten u. a. das Programmheft zur Verfügung.
Das gesamte Projekt wurde zum Modell einer beispielhaften Zusammenarbeit von Vereinen und Schulen.
Der Inhalt des Musicals, die deutsch-russischen Kontakte und der Schüleraustausch geben einen guten Eindruck über die Stimmung in Europa am Ende des Kalten Kriegs.

### Erfolge
Das Musical gewann 1996 den Hauptpreis des Wettbewerbs „kommunale Bürgeraktionen“ des Landes Baden-Württemberg in Höhe von 5.000 DM.
Es wurde aus 346 teilnehmenden Bürgeraktionen ausgewählt.
Texter Werner Wiegand, Komponist Fritz Metz, Regisseur Hans Todt und Projektleiter Volker Schneider wurden 1998 mit der goldenen Schubert-Plakette des Sängerkreises Weinheim geehrt.

## Aufführungen

### Weinheim
Am Samstag, 17. Juni 1995 wurde das Musical in der Stadthalle Weinheim uraufgeführt.
Durch gute Kontakte von Schulamtsdirektor Kuno Schnader nach Russland reisten zur Uraufführung diese Ehrengäste aus Moskau an:
- W.G. Kulikow, Marschall der Sowjetunion, letzter Oberbefehlshaber der Warschauer-Pakt-Truppen, Vorsitzender des Koordinationskomitees des gesellschaftlichen Projekts „Russland und Deutschland im neuen Europa“ und Ehrenvorsitzender der gesellschaftlichen Vereinigung „Kinder in Moskau“
- Sergej Kolobkow, Rektor der russischen Musikakademie (Gnessin-Institut), Moskau
- Alexej Nasarewski, Präsident der Vereinigung „Kinder von Moskau“
- W. Schikorin, Oberst und N. Plyssuek, Oberst

Das Musical wurde zwischen 1995 und 2018 weitere 17 Mal in Weinheim aufgeführt.

### Moskau
Auf Einladung von Marschall Kulikow fanden am 20./21. und 22. März 1996 drei Aufführungen in der Musikakademie Moskau statt.
Insgesamt 301 Personen reisten per Flugzeug nach Moskau. Die Requisiten wurden per LKW vorausgeschickt. Der Transport bis nach Moskau gelang ohne Probleme. Bis sie allerdings auf der Bühne eingesetzt werden konnten, mussten einige unerwartete Schwierigkeiten überwunden werden.
Bei den Aufführungen in Moskau waren wiederum Marschall Kulikow und Erzbischof Patriarch Sergij Solnetschnogorsky anwesend.
Die Moskau-Reise war selbstfinanziert, neben den Reisekosten der Teilnehmer wurde der Gewinn der drei Aufführungen in Weinheim im März 1996 verwendet, Sponsoren ergänzten den Betrag.

### Umbesetzungen
Das Musical wurde im Wesentlichen über die gesamte Spielzeit in der gleichen Besetzung gespielt.
Ab 1999 stand Marianne Freiburg (Ilona) für die Rolle der Ilona nicht mehr zur Verfügung, da sie andere Engagements hatte. Ihre Rolle übernahm Bettina Endrich.
Karl Winkler übernahm 1996 die Rolle des Gregorij (vorher Markus Kohl).

## Titelliste

### Erster Akt
- Ouvertüre
- Iwan, wach doch auf
- Der Traum vom Frieden
- Heile Welt
- Mein Freund, der Harlekin
- Zirkusgeschichten

### Zweiter Akt
- Bulle, Bulle
- Zwei Herzen
- Kosakenlied
- Lieder der Wolga

### Dritter Akt
- Szegediner Nächte
- Kapitalisten und Schweine
- Häscher und Denunzianten
- Arbeit, Arbeit
- Es ist ja noch nicht zu spät

### Vierter Akt
- Russland
- Glasnost, Perestroika
- Heimat, wir kommen wieder
- Der Traum vom Frieden

## Karitatives
Aus dem Erlös des Musicals wurden 9.000 DM nach Russland gespendet.
Kuno Schnader, Schulamtsdirektor und Vorsitzender der „Kinder- und Jugendhilfe Russland“, hat mit seinen weitreichenden Russland-Kontakten die Russland-Reise organisatorisch unterstützt und möglich gemacht. Seine Aktivitäten umfassten auch einen deutsch-russischen Schüleraustausch, Medikamentenspenden, humanitäre und medizinische Hilfe in Höhe von rund 1,15 Millionen Euro.

## Nachlese
Das Musical beeinflusste den Lebensweg von etlichen Teilnehmern: Innerhalb des Ensembles wurden mehrere Ehen geschlossen.
In der Folge von Glasnost gründete sich der Weinheimer „Theater- und Filmverein Holzwurm“, in dem auch frühere Glasnost-Ensemble-Mitglieder aktiv sind.
Die Entstehungsgeschichte des Musicals und seine Auswirkung auf die Kooperation Schule – Vereine und die deutsch-russische Zusammenarbeit auf dem Gebiet der Schulförderung war Thema eines Workshops bei der Fortbildungsveranstaltung „Schule heute“ der Schulämter Heidelberg, Mannheim und Mosbach.

## Medien
Buch: Werner Wiegand: Rückblende: Projektchronik von 1994 bis 2018. Selbstverlag, März 2018 (136 S.)  (Stadtarchiv Weinheim: Signatur Bibl. 4783)
CD: Erfolgs-Musical Glasnost (Stadtarchiv Weinheim: Rep. 41; Nr. 191)
VHS Videokassette:  Musical Glasnost (mit Dokumentation). Heck Media Group.